# 超サンミュージック
『超サンミュージック』（ちょうサンミュージック）は、GyaOのバラエティー&スポーツチャンネル内にあるGyaOジョッキーで放送されているトークバラエティ番組。第2週-第5週の木曜日 23時-24時にサンミュージック芸人・タレントが持ち回りで生放送をしていたが、GyaOジョッキーの閉局により番組も終了した。

## 概要
- 番組開始当時は木曜全週で「おっぱっぴー」が隔週、その間に「三拍子」「髭男爵」が交互に放送されていた。その後、鳥居の「ハイタッチ」が1週目の同時間枠に入ることとなる。
- 初期は順序良く放送されていたが、出演者の都合などにより一定する事がなくなっている。

### おっぱっぴーナイト
- 小島よしおと早川亜希の2人で出演が基本形だがフラメン前田の登場以降は飛び入り出演する芸人が多くなっている。
- 小島が早川に対しセクハラトークをする事が多い。
- エンディングでは小島のギャグで閉める。

### 髭男爵ナイト
- 別名「貴族ナイト」
- 髭男爵とロリィタ族。がMCを務める。その後飛び入り参加した出演者が定着しレギュラー化。大所帯となる。

### 三拍子ナイト
- 三拍子とサンミュージックのタレントがMCを務める。2回出演したと言う理由でレギュラーアシスタントは佐藤唯。
- アシスタントには愛称を募集し決めた名前で進行する。

## 出演者
- おっぱっぴーナイト - 小島よしお、早川亜希
- 髭男爵ナイト - 髭男爵 (山田ルイ53世 / ひぐち君)、ロリィタ族。、山本しろうと(2008年6月12日-)、小林アナ(2009年2月12日-)
- 三拍子ナイト - 三拍子 (高倉陵 / 久保孝真)、サンミュージックタレント

## エピソード

### おっぱっぴーナイト
- 早口言葉「ニャンコ子ニャンコ孫ニャンコ」で早川が失言し女性器名を発言。アーカイブではカットされる。
- 小島の自転車が盗難に遭いその後発見。その時点では買い替えていたため自転車が余り盗難に遭った物を視聴者にプレゼントする運びとなる。更に紆余曲折あり結局新品を当選者にプレゼントした。

### 髭男爵ナイト
- 台風で新幹線が止まり東京に戻れなくなり急遽呼び出された三拍子が代打を務めた。
- 2009年2月、大所帯になりリストラだとひぐち君からロリィタ族。に解雇通告をした。しかし次の回からロリオと言うロリィタ族。の弟と名乗るメンバーが参加するようになった。

### 三拍子ナイト
- 高倉が妻に生電話をした事がある。

## 放送リスト
※GyaOジョッキーサイトのリスト番号は通算となっています。

### おっぱっぴーナイト(全42回)
| 第○回  | 放送日         | その他出演者                                             |
| 第1回  | 2007年8月2日   | -                                                        |
| 第2回  | 2007年8月16日  | -                                                        |
| 第3回  | 2007年8月30日  | -                                                        |
| 第4回  | 2007年9月13日  | -                                                        |
| 第5回  | 2007年9月27日  | -                                                        |
| 第6回  | 2007年10月11日 | ダンディー坂野                                           |
| 第7回  | 2007年10月25日 | -                                                        |
| 第8回  | 2007年11月8日  | -                                                        |
| 第9回  | 2007年11月22日 | -                                                        |
| 第10回 | 2007年12月6日  | -                                                        |
| 第11回 | 2007年12月20日 | 三拍子                                                   |
| 第12回 | 2008年1月17日  | -                                                        |
| 第13回 | 2008年1月31日  | -                                                        |
| 第14回 | 2008年2月14日  | -                                                        |
| 第15回 | 2008年2月28日  | -                                                        |
| 第16回 | 2008年3月13日  | 紅音ほたる                                               |
| 第17回 | 2008年3月27日  | フラメン前田                                             |
| 第18回 | 2008年4月10日  | -                                                        |
| 第19回 | 2008年4月24日  | -                                                        |
| 第20回 | 2008年5月8日   | -                                                        |
| 第21回 | 2008年5月22日  | -                                                        |
| 第22回 | 2008年6月5日   | 鳥居みゆき、藤井宏和（飛石連休）、フラメン前田           |
| 第23回 | 2008年6月19日  | -                                                        |
| 第24回 | 2008年7月4日   | -                                                        |
| 第25回 | 2008年7月17日  | -                                                        |
| 第26回 | 2008年7月31日  | 小野真弓                                                 |
| 第27回 | 2008年8月14日  | フラメン前田                                             |
| 第28回 | 2008年8月28日  | Che' Nelle                                               |
| 第29回 | 2008年9月11日  | -                                                        |
| 第30回 | 2008年9月25日  | -                                                        |
| 第31回 | 2008年10月23日 | フラメン前田                                             |
| 第32回 | 2008年10月30日 | フラメン前田                                             |
| 第33回 | 2008年11月27日 | フラメン前田、劇団イワサキマキオ                         |
| 第34回 | 2008年12月25日 | フラメン前田                                             |
| 第35回 | 2009年1月22日  | 岡田茜(早川の代理)、フィフティーカーニバル、フラメン前田 |
| 第36回 | 2009年2月26日  | フィフティーカーニバル、ぶーちゃん                       |
| 第37回 | 2009年3月19日  | フィフティーカーニバル                                   |
| 第38回 | 2009年4月23日  | 劇団イワサキマキオ                                       |
| 第39回 | 2009年5月21日  | 劇団イワサキマキオ・駒谷仁美                             |
| 第40回 | 2009年6月11日  | -                                                        |
| 第41回 | 2009年7月16日  | -                                                        |
| 最終回 | 2009年8月20日  | -                                                        |

### 髭男爵ナイト(全24回)
| 第○回  | 放送日         | その他出演者                |
| 第1回  | 2007年8月9日   | -                           |
| 第2回  | 2007年10月4日  | -                           |
| 第3回  | 2007年11月1日  | 鳥居みゆき                  |
| 第4回  | 2007年11月29日 | -                           |
| 第5回  | 2007年12月27日 | 三拍子、めっちぇん          |
| 第6回  | 2008年1月24日  | -                           |
| 第7回  | 2008年2月21日  | フラメン前田、山本しろうと  |
| 第8回  | 2008年4月17日  | -                           |
| 第9回  | 2008年5月15日  | -                           |
| 第10回 | 2008年6月12日  | -                           |
| 第11回 | 2008年7月10日  | -                           |
| 第12回 | 2008年8月7日   | -                           |
| 第13回 | 2008年9月4日   | 瀬戸山清香、カンニング竹山  |
| 第14回 | 2008年10月9日  | 小林アナ、山本しろうと      |
| 第15回 | 2008年11月20日 | -                           |
| 第16回 | 2008年12月18日 | -                           |
| 第17回 | 2009年1月15日  | 浦本雄介 (ワンツーギャンゴ) |
| 第18回 | 2009年2月12日  | -                           |
| 第19回 | 2009年3月12日  | -                           |
| 第20回 | 2009年4月9日   | -                           |
| 第21回 | 2009年5月14日  | -                           |
| 第22回 | 2009年6月18日  | -                           |
| 第23回 | 2009年7月23日  | 安藤なつ                    |
| 最終回 | 2009年8月13日  | -                           |

### 三拍子ナイト(全27回)
| 第○回  | 放送日         | アシスタント     | 愛称                         |
| 第1回  | 2007年8月23日  | 牧野由依         |                              |
| 第2回  | 2007年9月6日   | 飛石連休藤井宏和 |                              |
| 第3回  | 2007年9月20日  | 佐藤唯           |                              |
| 第4回  | 2007年10月18日 | 松原陽子         |                              |
| 第5回  | 2007年11月15日 | 佐藤唯           |                              |
| 第6回  | 2007年12月13日 | 吉川麻美         |                              |
| 第7回  | 2008年1月10日  | 安藤なつ         |                              |
| 第8回  | 2008年2月7日   | 紅音ほたる       |                              |
| 第9回  | 2008年3月6日   | 小林聖子         |                              |
| 第10回 | 2008年4月3日   | めっちぇん       |                              |
| 第11回 | 2008年5月1日   | 向井伊希子       |                              |
| 第12回 | 2008年5月29日  | 佐藤織恵         |                              |
| 第13回 | 2008年6月26日  | 山口美友紀       |                              |
| 第14回 | 2008年7月24日  | 岡田茜           |                              |
| 第15回 | 2008年8月21日  | 江辺真沙子       |                              |
| 第16回 | 2008年9月18日  | 石原周子         | デコパイ                     |
| 第17回 | 2008年10月16日 | 松田美里         |                              |
| 第18回 | 2008年11月13日 | 濱田准           | ジュンスカ                   |
| 第19回 | 2008年12月11日 | 谷真美也         |                              |
| 第20回 | 2009年1月29日  | 藤岡みなみ       | トントン                     |
| 第21回 | 2009年2月19日  | ぼれろ           |                              |
| 第22回 | 2009年3月26日  | 麻生真里         | 尺八王女                     |
| 第23回 | 2009年4月16日  | 駒谷仁美         | がっちゃん                   |
| 第24回 | 2009年5月28日  | あべなぎさ       | あべし                       |
| 第25回 | 2009年6月25日  | 山田真由子       | ダーヤマ                     |
| 第26回 | 2009年7月9日   | 金子彩           | バボちゃん                   |
| 最終回 | 2009年8月27日  | 西田美歩         | 東やん(西という突っ込みつき) |

### 特別編成番組
| 番組名                       | 放送日        | MC＆アシスタント               |
| フィフティーカーニバルナイト | 2009年4月30日 | フィフティーカーニバル、岡田茜 |
| 単独ライブ告知ナイト         | 2009年7月30日 | エルシャラカーニ、高倉陵       |